# Болячів
Бо́лячів — село в Україні, у Брусилівській селищній територіальній громаді Житомирського району Житомирської області. Кількість населення становить 169 осіб (2001). У 1923—54 роках — адміністративний центр однойменної сільської ради.

## Географія
Розташоване за 14 км на південний захід від центру громади, за 22 км від залізничної станції Скочище й за 24 км від автошляху М06 (Київ — Чоп). Площа населеного пункту — 105 га. Через село протікає річка Здвиж.

## Населення
В середині 19 століття в селі проживало 423 православних та 8 римських католиків, за іншими даними, 437 осіб, всі православні; станом на 1885 рік мешкало 317 осіб, налічувалося 64 дворових господарства.
Відповідно до результатів перепису населення Російської імперії 1897 року, загальна кількість мешканців села становила 757 осіб, з них: православних — 680, чоловіків — 374, жінок — 383.
В кінці 19 століття — 775 осіб, з них 386 чоловіків та 389 жінок, за іншими даними, 117 дворів та 602 мешканці.
Відповідно до перепису населення СРСР, станом на 17 грудня 1926 року, чисельність населення становила 1 020 осіб, з них, за статтю: чоловіків — 493, жінок — 527; етнічний склад: українців — 984, росіян — 1, поляків — 30, інші — 5. Кількість господарств — 232, з них, неселянського типу — 6.
Відповідно до результатів перепису населення СРСР, кількість населення, станом на 12 січня 1989 року, становила 252 особи. Станом на 5 грудня 2001 року, відповідно до перепису населення України, кількість мешканців села становила 169 осіб.

## Історія
За переказами, село засноване колишніми мешканцями міста Романова після його зруйнування. У печальних спогадах про родючість ґрунтів на попередньому місці, в порівнянні з нинішньою болотистою місцевістю, назвали поселення Болячів.
У 1618 році належало до маєтку Тиша-Биковських, 1628 року Адам та Єремія Тиша-Биковські вносили з 4 димів та 5 городів. 1736 року в селі збудовано церкву Собору пресвятої Богородиці. У 1737 році — власність смоленського скарбника Якова Єрлича. Після Єрлича село входило до Брусилівського маєтку Чацьких. Згадується в люстрації 1754 року, як село, що належало Нітославському та Дідковському, до замку сплачувало 3 злотих 4 гроші, до скарбниці — 12 злотих 16 грошів. На початку 19 століття граф Тадей Чацький продав маєток своєму комісарові Карбовському, котрий продав його Рильському. З 1820 року маєток перейшов у власність Стефана Димінського. Його син, Кароль, продав 1 481 десятину Вержбицькій та 243 десятини Сидорацькій.
В середині 19 століття — село (рос. Болячев, пол. Bolaczów) Брусилівської волості Радомисльського повіту, на річці Здвиж, за 14 верст від Брусилова, 17 — від Коростишева, де розміщувалося поліційне управління, та 6 — від Водотия. Землі, 2 344 десятини другорядного чорнозему, належали Карлу Стефановичу Димінському, латинського віросповідання. Тодішню церкву, Різдва Христового, збудовано 1794 року. Церкві належало 35 десятин землі, до парафії входило с. Покришів, що лежала за 5 верст, ближче до Брусилова.
Станом на 1885 рік — колишнє власницьке село Водотийської волості Радомисльського повіту Київської губернії, біля р. Здвиж. В селі була парафіяльна церква, церковно-парафіяльна школа, заїзд, водяний млин.
В кінці 19 століття — власницьке село Водотийської волості Радомисльського повіту Київської губернії, над річкою Здвиж. Відстань до повітового міста Радомисль — 35 верст, до центру волості, с. Водотиї — 6 верст, до найближчої залізничної станції (Фастів) — 40 верст, до найближчих поштово-телеграфної та поштової земської станцій, що розміщувалися в Брусилові — 10 верст. Основним заняттям мешканців було рільництво. Землі — 1 983 десятини, з котрих поміщикам належало 1 329 десятин, селянам — 619 дес., 35 дес. — церкві. Землі належали Філімону Михайловичу Білоцькому (1 000 дес.), Петрунелі Йосипівні Шиманській, Юзефі Вержбицькій (472 дес.), Сидорацькій (78 дес.), Лащенко (80 дес.) та Череванській (70 дес.), котрі господарювали самі, застосовували, як і селяни, трипільну сівозміну. В селі були церква, церковно-парафіяльна школа, водяний млин, чотири вітряки та 2 кузні. Пожежний обоз складався з 2 бочок та 2 багрів.
У 1923 році увійшло до складу новоствореної Болячівської сільської ради, котра, від 7 березня 1923 року, стала частиною новоутвореного Брусилівського району Білоцерківської округи; адміністративний центр ради. 11 серпня 1954 року, відповідно до указу Президії Верховної ради Української РСР «Про укрупнення сільських рад по Житомирській області», Болячівську сільську раду ліквідовано, с. Болячів передане до складу Водотиївської сільської ради Брусилівського району Житомирської області. 30 грудня 1962 року, в складі сільської ради, передане до Коростишівського району. 4 травня 1990 року повернуте до складу відновленого Брусилівського району Житомирської області.
28 липня 2016 року село увійшло до складу новоствореної Брусилівської селищної територіальної громади Брусилівського району Житомирської області. Від 19 липня 2020 року, разом з громадою, в складі новоствореного Житомирського району Житомирської області.